# Тунтенхаузен
Тунтенхаузен (нем. Tuntenhausen) — община в Германии, в земле Бавария. 
Подчиняется административному округу Верхняя Бавария. Входит в состав района Розенхайм.  Население составляет 6959 человек (на 31 декабря 2010 года). Занимает площадь 68,98 км².

## Фотографии

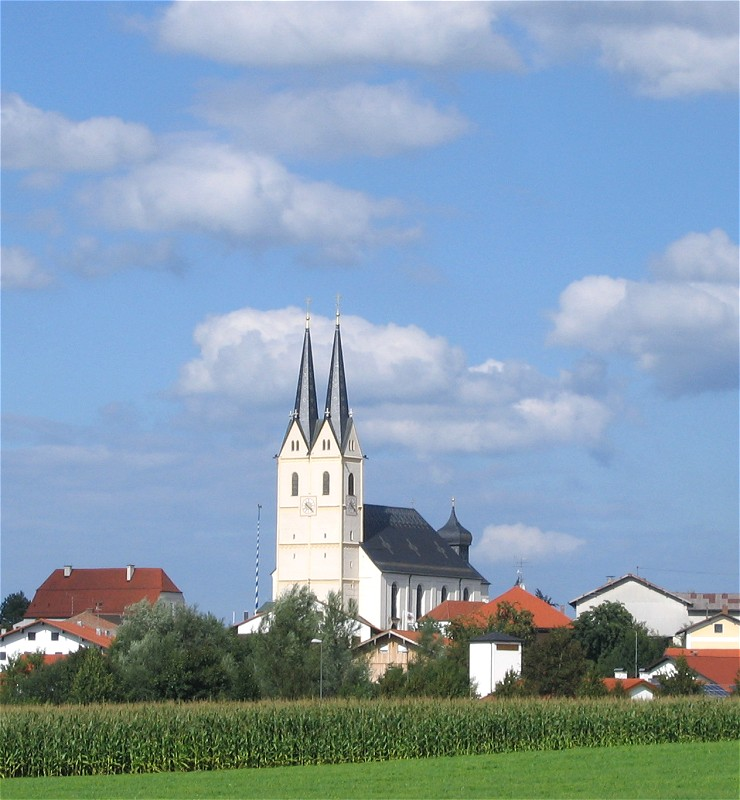
Кирха
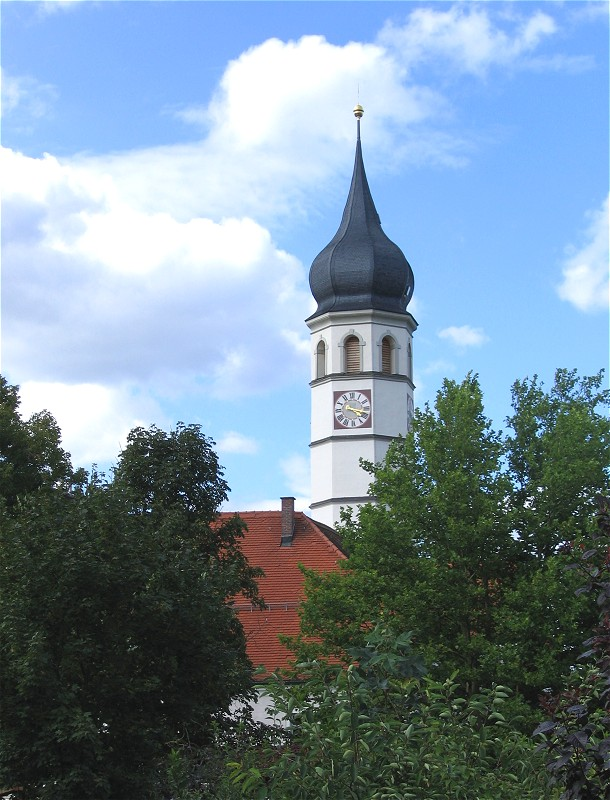
Кирха
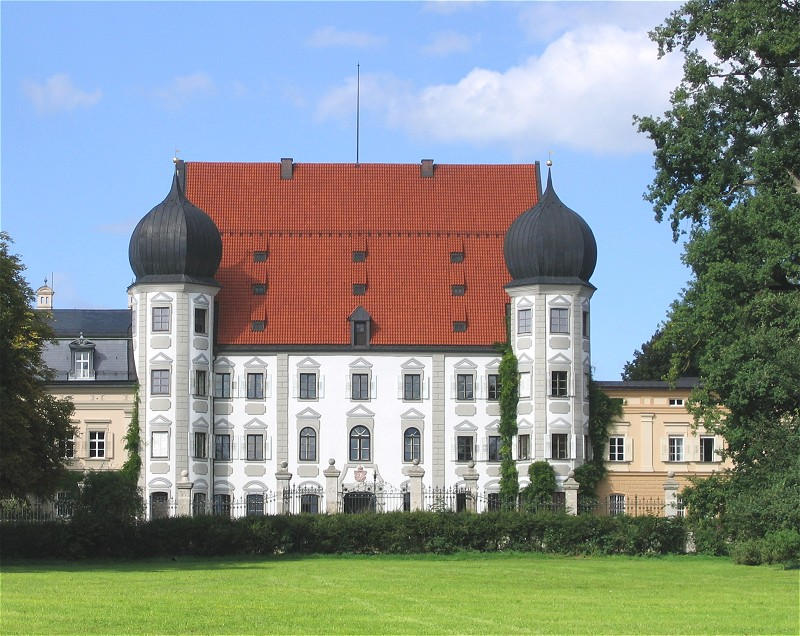
Замок

## Дополнительное чтение
- Marianne Eckardt, Werner Katzlmeier. Chronik der Gemeinde Tuntenhausen. — Gemeinde Tuntenhausen, Tuntenhausen, 1998. — ISBN 3-932665-99-6.
- Tuntenhausen: vom Herrenhof zum Wallfahrtsdorf. Geschichtliche Grundlagen seiner Dorfentwicklung. — Konrad, Weißenhorn, 1991. — ISBN 3-87437-308-8.
- Carl Amery. Die Wallfahrer, Roman. — München, 1986. — ISBN 3-630-62048-5.